# 正覚寺 (目黒区)
正覚寺（しょうがくじ）は、東京都目黒区中目黒（もと荏原郡中目黒村）にある日蓮宗の寺院。山号は実相山。旧本山は身延山久遠寺。徳川家斉が江戸城で帰依していた日蓮聖人像を安置する。

## 歴史
元和5年（1619年）法泉院日栄（寛永11年（1634年）没）を開山、三沢初子（仙台藩主伊達綱村の生母で伊達騒動を扱った「千代萩」の政岡のモデルといわれる人物）が開基となり創建。元禄11年（1698年）不受不施派禁圧の影響を受け本山であった碑文谷法華寺（現在の円融寺）の天台宗改宗にともない、本山を身延山久遠寺へ改めた。
また、村井検校(扇一)や旗本の丹羽氏と思われる墓所もある。

## 仙台伊達家との関係
三沢初子が住持の日猷と日登に帰依し邸宅を寄進し諸堂を建立した。初子の墓（東京都指定文化財）もある。1934年（昭和9年）建立の初子の銅像もある。

## 参考資料
- 日蓮宗寺院大鑑編集委員会『宗祖第七百遠忌記念出版 日蓮宗寺院大鑑』大本山池上本門寺 (1981年)
- 山本和夫 著『目黒区史跡散歩 (東京史跡ガイド10)』学生社、1992年
- 「中目黒村 正覚寺」『新編武蔵風土記稿』 巻ノ47荏原郡ノ9、内務省地理局、1884年6月。NDLJP:763981/103。